# Lista di esortazioni apostoliche
Il seguente elenco, ordinato cronologicamente per la data di stesura, riporta tutte le esortazioni apostoliche, sia post-sinodali che non, dei papi della Chiesa cattolica. Le esortazioni apostoliche post-sinodali sono riconoscibili poiché vi è indicato accanto il Sinodo di cui sono frutto.

## Dal Concilio Ecumenico Vaticano I al Concilio Ecumenico Vaticano II
Elenco completo delle Esortazioni Apostoliche, secondo il sito ufficiale del Vaticano:
259. San Pio X (1903-1914) - Giuseppe Sarto, Riese (Treviso), n. 1835
- I - Haerent Animo (4 agosto 1908)

260. Papa Benedetto XV (1914-1922) - Giacomo della Chiesa, Genova, n. 1854
- I - Ubi Primum (8 settembre 1914)
- II - Allorché fummo chiamati (28 luglio 1915)
- III - Dès le début (1º agosto 1917)

262. Papa Pio XII (1939-1958) - Eugenio Pacelli, Roma, n. 1876
- I - Asperis Commoti (8 dicembre 1939)
- II - In Auspicando Super (28 giugno 1948)
- III - Conflictatio Bonorum (11 febbraio 1949)
- IV - Sollemnibus Documentis (8 novembre 1949)
- V - Menti Nostrae (23 settembre 1950)
- VI - I Rapidi Progressi (1º gennaio 1954)
- VII - Il Film Ideale (25 ottobre 1955)

## Dal Concilio Ecumenico Vaticano II
261. San Giovanni XXIII (1958-1963) - Angelo Giuseppe Roncalli, Brusicco di Sotto il Monte (Bergamo), n. 1881
- I A quarantacinque anni (12 aprile 1959)
- II Sacrae Laudis (6 gennaio 1962).
- III Novem Per Dies (20 maggio 1963).

262. San Paolo VI (1963-1978) - Giovanni Battista Montini, Concesio (Brescia), n. 1897
- I Petrum et Paulum Apostolos (22 febbraio 1967).
- II Signum Magnum (13 maggio 1967).
- III Recurrens mensis october (7 ottobre 1969).
- IV Quinque iam anni (8 dicembre 1970).
- V Evangelica Testificatio (29 giugno 1971).
- VI Nobis in Animo (25 marzo 1974).
- VII Marialis Cultus (2 febbraio 1974).
- VIII Paterna cum benevolentia (8 dicembre 1974).
- IX Evangelii Nuntiandi (8 dicembre 1975).
- X Gaudete in Domino (9 maggio 1975).

264. San Giovanni Paolo II (1978-2005) - Karol Józef Wojtyła, Wadowice (Cracovia, Polonia), n. 1920
- I Catechesi Tradendae (16 ottobre 1979).
- II Familiaris Consortio (22 novembre 1981).
- III Redemptionis Donum (25 marzo 1984).
- IV Reconciliatio et paenitentia (2 dicembre 1984), frutto del Sinodo sulla Riconciliazione.
- V Christifideles laici (30 dicembre 1988), frutto del Sinodo sulla vocazione dei laici nella Chiesa.
- VI Redemptoris Custos (15 agosto 1989).
- VII Pastores dabo vobis (25 marzo 1992), frutto del Sinodo sulla formazione dei sacerdoti.
- VIII Ecclesia in Africa (14 settembre 1995), frutto del Sinodo speciale sulla Chiesa in Africa.
- IX Vita consecrata (25 marzo 1996), frutto del Sinodo sulla vita consacrata.
- X Una speranza nuova per il Libano (10 maggio 1997), frutto del Sinodo speciale sul Libano.
- XI Ecclesia in America (22 gennaio 1999), frutto del Sinodo speciale sulla Chiesa in America.
- XII Ecclesia in Asia (6 novembre 1999), frutto del Sinodo speciale sulla Chiesa in Asia.
- XIII Ecclesia in Oceania (22 novembre 2001), frutto del Sinodo speciale sulla Chiesa in Oceania.
- XIV Ecclesia in Europa (28 giugno 2003), frutto del Sinodo speciale sulla Chiesa in Europa.
- XV Pastores gregis (16 ottobre 2003), frutto del Sinodo sui Vescovi.

265. Papa Benedetto XVI (2005-2013) - Joseph Alois Ratzinger, Marktl am Inn (Baviera, Germania), n. 1927 - m. 2022 
- I Sacramentum caritatis (22 febbraio 2007), frutto del Sinodo sull'eucaristia e sulla missione della Chiesa.
- II Verbum Domini (30 settembre 2010), sulla parola di Dio nella vita e nella missione della Chiesa.
- III Africae Munus  (19 novembre 2011), sulla Chiesa in Africa al servizio della riconciliazione, della giustizia e della pace.
- IV Ecclesia in Medio Oriente (14 settembre 2012), sulla Chiesa in Medio Oriente, comunione e testimonianza.

266. Papa Francesco (2013-2025) - Jorge Mario Bergoglio, Buenos Aires (Argentina), n. 1936
- I Evangelii gaudium (24 novembre 2013), sull'annuncio del Vangelo nel mondo attuale, frutto del sinodo sulla nuova evangelizzazione.
- II Amoris laetitia (19 marzo 2016), sull'amore nella famiglia, frutto del sinodo sulla vocazione e la missione della famiglia nella Chiesa e nel mondo contemporaneo.
- III Gaudete et exsultate (19 marzo 2018), sulla chiamata alla santità nel mondo contemporaneo.
- IV Christus vivit (25 marzo 2019), post sinodale, ai giovani ed a tutto il popolo di Dio.
- V Querida Amazonia (2 febbraio 2020), che raccoglie la sintesi del Sinodo dei vescovi per la regione pan-amazzonica celebrato nel 2019.
- VI Laudate Deum (4 ottobre 2023), sulla crisi climatica.
- VII C'est la confiance (15 ottobre 2023), sulla fiducia nell’amore misericordioso di Dio in occasione del 150º anniversario della nascita di santa Teresa di Gesù Bambino e del Volto Santo.